# Face à la Une
Face à la Une était une émission politique diffusée sur TF1. Diffusée pour la première fois le 19 janvier 1995 à 20h15, à la suite du journal de 20 heures, à l'occasion de l'élection Présidentielle de 1995.
Pendant l'élection présidentielle de 2007, en France, tous les candidats proposaient leur programme pour l'élection. L'émission était présentée par Patrick Poivre d'Arvor, alors présentateur-vedette du JT de 20 heures de TF1, de 1987 à 2008, et François Bachy, chef du Service politique et économique.